# Gruppi di regioni d'Italia

NUTS 1 in Italia

Le regioni d'Italia sono statisticamente divise in cinque gruppi: regioni nord-occidentali, nord-orientali, centrali, meridionali e le isole.

## Contesto
In base a criteri di geografia fisica, il territorio della regione geografica italiana viene suddiviso in tre parti:
- Italia continentale a nord dell'istmo La Spezia-Rimini;
- Italia peninsulare, a sud dell'istmo La Spezia-Rimini;
- Italia insulare, insieme di Sicilia, Sardegna e Corsica.

In base a criteri storici e di geografia politica, si individuano nella Repubblica Italiana quattro parti:
- Italia settentrionale, costituita dalle regioni Valle d'Aosta, Piemonte, Liguria, Lombardia, Emilia-Romagna, Trentino-Alto Adige, Veneto e Friuli-Venezia Giulia;
- Italia centrale, costituita dalle regioni Toscana, Marche, Umbria e Lazio;
- Italia meridionale, costituita dalle regioni Abruzzo, Molise, Campania, Puglia, Basilicata e Calabria;
- le isole, ossia l'insieme formato dalla Sicilia e dalla Sardegna.

Italia meridionale, Sicilia e Sardegna sono dette complessivamente "Mezzogiorno".
Statisticamente, infine, la Repubblica Italiana viene suddivisa in cinque grandi aree:
- Italia nord-occidentale;
- Italia nord-orientale;
- Italia centrale;
- Italia meridionale;
- isole (Sicilia e Sardegna)

Queste aree geografiche traggono origine, approssimativamente, dalla situazione antecedente l'unificazione d'Italia. Prima dell'unificazione, l'Italia era infatti costituita dai seguenti stati o suddivisioni amministrative:
- al sud dal Regno delle Due Sicilie;
- a nord-ovest dal Regno di Sardegna;
- a nord-est dal Regno Lombardo-Veneto (dipendente dall'Impero austriaco), dal Ducato di Parma e Piacenza, dal Ducato di Modena e Reggio e dalla Legazione delle Romagne (Stato Pontificio);
- al centro dalle rimanenti legazioni dello Stato Pontificio (Legazione delle Marche, Legazione dell'Umbria, Circondario di Roma, Legazione di Marittima e Campagna) e dal Granducato di Toscana.

A fini statistici, l'Italia meridionale e insulare vengono considerate gruppi distinti. Pertanto, la divisione ufficiale dei gruppi d'Italia consta solitamente di cinque gruppi: Nord-ovest, Nord-est, Centro, Sud e Isole.

## I gruppi
Le aree appartenenti al livello NUTS 1 non corrispondono a entità amministrative o puramente geografiche, ma si tratta di una suddivisione solo statistica e macroeconomica, pur essendo sullo stesso livello NUTS dei land della Germania o di Galles, Scozia, Irlanda del Nord e regioni dell'Inghilterra nel Regno Unito.
| Numero | Nome       | Regioni corrispondenti                                             |
| ------ | ---------- | ------------------------------------------------------------------ |
| 1      | Nord-ovest | Valle d'Aosta, Liguria, Lombardia, Piemonte                        |
| 2      | Nord-est   | Trentino-Alto Adige, Veneto, Friuli-Venezia Giulia, Emilia-Romagna |
| 3      | Centro     | Toscana, Umbria, Marche, Lazio                                     |
| 4      | Sud        | Abruzzo, Molise, Campania, Puglia, Basilicata, Calabria            |
| 5      | Isole      | Sicilia, Sardegna                                                  |